# Museu Nacional de Cardiff
O Museu Nacional de Cardiff é um museu e galeria de arte em Cardiff, País de Gales. O museu faz parte da rede mais ampla do Amgueddfa Cymru - Museu Nacional do País de Gales. A entrada é mantida gratuita por uma concessão do governo galês; no entanto, eles pedem doações em todo o museu.

## História
O Museu Nacional do País de Gales foi fundado em 1905, com sua autorização real concedida em 1907.

## Presente
O museu possui coleções de botânica, belas artes e arte aplicada, geologia e zoologia. A arqueologia foi transferida para o Museu Nacional de História St Fagans.
Em 2011, com financiamento da Clore Duffield Foundation, a antiga Glanely Gallery foi transformada no Clore Discovery Centre, que oferece a exploração prática dos 7,5 milhões de itens do museu que normalmente estão armazenados, incluindo insetos, fósseis e armas da Idade do Bronze. Grupos escolares, grupos formais e informais também podem ser acomodados, mas devem ser reservados com antecedência.

## Museu Nacional de Arte

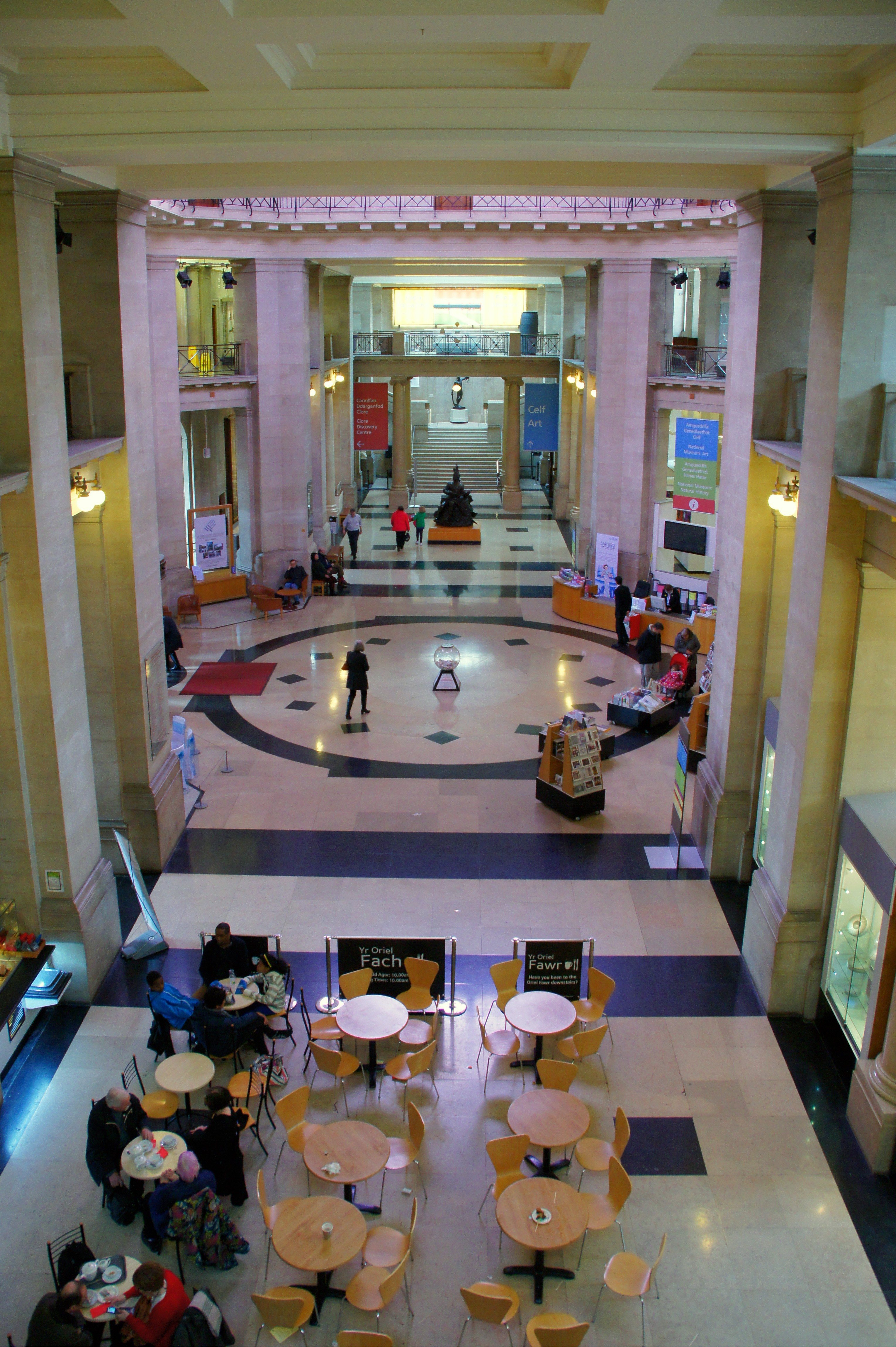
Área central doMuseu Nacional de Cardiff

O Museu Nacional de Arte foi inaugurado em 2011. A coleção de pinturas do Velho Mestre em Cardiff inclui, entre outras obras notáveis, A Virgem e a Criança entre Santa Helena e São Francisco por Amico Aspertini, The Poulterer's Shop de Frans Snyders, A Calm by Jan van de Cappelle.
Desde 2016, o museu tem rembrandt's 1657 Portrait of Catharina Hooghsaet em exposição permanente. Em 2019  uma pintura retratando a Madonna e a Criança com uma Romã, que foi pensada para ser uma cópia tardia de um artista menor de uma obra perdida de Sandro Botticelli, apresentada no programa de televisão Britain's Lost Masterpieces onde, após tratamento de conservação por Simon Gillespie e pesquisa de Bendor Grosvenor,foi confirmado ser do estúdio de Botticelli, com peças do próprio mestre.

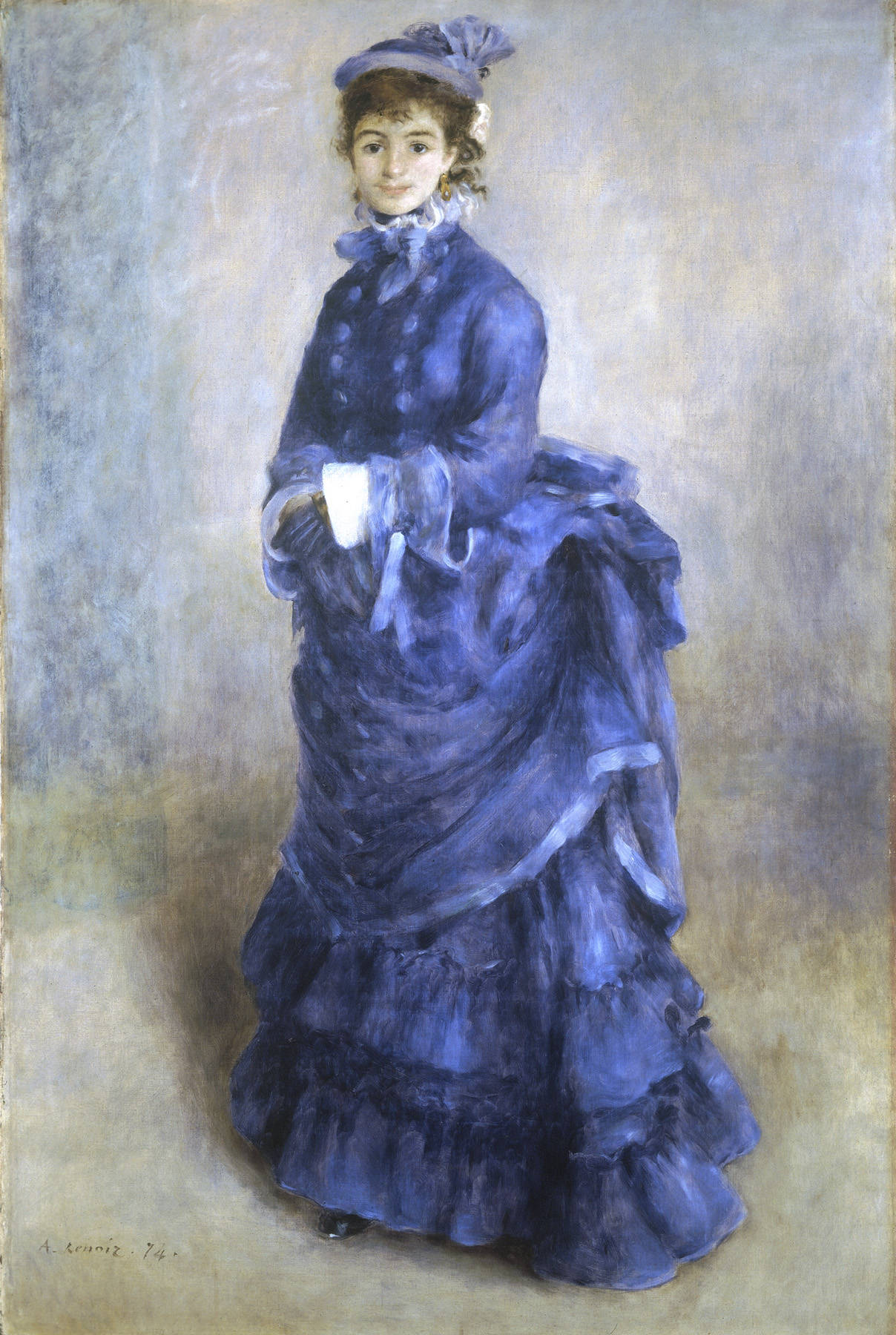
La Parisienne de Pierre-Auguste Renoir, 1874, da modelo Henriette Henriot é uma das obras mais populares do Museu Nacional

A coleção de arte francesa montada por Margaret e Gwendoline Davies, netas do rico industrial David Davies legada ao Museu Nacional nas décadas de 1950 e 1960, torna a Galeria Nacional do País de Gales uma de posição internacional. Inclui o maior grupo de pinturas de Honoré Daumier no mundo e o mais importante por Jean-François Millet na Grã-Bretanha. Obras de Claude Monet incluem cenas venezianas como San Giorgio Maggiore no Crepúsculo e exemplos de sua catedral rouen e lírios da água. O pós-impressionismo é representado pelo trabalho tardio de Van Gogh Rain at Auvers, e por The François Zola Dam, de Paul Cézanne, a primeira pintura do artista a ser exibida em uma coleção pública britânica. As duas obras mais famosas da coleção das Irmãs Davies são La Parisienne de Pierre-Auguste Renoir (1874), exibida na Primeira Exposição Impressionista, e uma versão do beijo de Rodin em bronze. A galeria de arte tem obras de todos os artistas galeses notáveis, incluindo paisagens de Richard Wilson e o pioneiro Thomas Jones.
A coleção de arte do século XX inclui obras dos escultores Jacob Epstein, Herbert Ward e Eric Gill e pintores como Stanley Spencer, o impressionista britânico Wynford Dewhurst, L. S. Lowry e Oskar Kokoschka.[carece de fontes?] Obras de artistas contemporâneos estão em exibição temporária, incluindo as de Luke Jones, Francis Bacon, Frank Auerbach e Rachel Whiteread. Nature Morte au Poron, de Pablo Picasso, foi adquirida em 2009.

### Vidas negras importam
Após a remoção da Estátua de Edward Colston em Bristol em 6 de junho de 2020, o Wales Online informou que houve uma campanha para remover monumentos ao herói de guerra galês Sir Thomas Picton em Carmarthen e Cardiff. Em novembro de 2021, o museu removeu um retrato do século XIX de Sir Thomas por Sir Martin Archer Shee e o substituiu por uma pintura de um jardineiro galês por Albert Houthuesen. Enquanto Picton foi rotulado de herói depois de morrer em batalha em Waterloo, ele teve um passado controverso como governador de Trinidad, onde seu abuso da população incluía tortura. Duas novas comissões de artistas nomeados pelo museu reexaminarão o legado de Sir Thomas.